# 阿末佐哈里
阿末佐哈里（1954年6月—），馬來西亞商人，曾涉身石油產業、媒體、發電、通訊及信息技術等多個領域。2011年9月11日，他上任馬來西亞航空首席執行官一職，任内發生馬航370號班機空難及馬航17號班機空難，後在2015年4月30日卸任。